# Adenia penangiana
Adenia penangiana är en passionsblomsväxtart som först beskrevs av Nathaniel Wallich och George Don jr, och fick sitt nu gällande namn av De Wilde. Adenia penangiana ingår i släktet Adenia och familjen passionsblomsväxter. Utöver nominatformen finns också underarten A. p. parvifolia.